# Danmarks økonomiske historie
Danmarks økonomiske historie er beretningen om udviklingen i Danmark fra en økonomisk synsvinkel fra de ældste tider op til i dag: Udviklingen i produktionen, erhvervsstrukturen, de materielle levevilkår og de teknologiske og institutionelle ændringer, der har fundet sted undervejs. Det er en beretning om økonomisk vækst – i de første mange århundreder langsom og præget af jævnlige tilbageslag, men i de sidste par hundrede år (fra omkring den industrielle revolution) kraftig og vedvarende. Undervejs har Danmark udviklet sig fra at være et landbrugssamfund, hvor langt det meste af befolkningen levede på subsistensniveau, til nutidens position som et af verdens rigeste lande med en kompleks og avanceret samfundsstruktur, hvor det meste af arbejdsstyrken er ansat i servicesektoren.

## Tidlige forudsætninger for Danmarks velstand
Danmark har længe været et af verdens rigeste lande. Ifølge den økonomiske historiker Angus Maddison var landet omkring 1600 verdens sjetterigeste land – nogenlunde som positionen i 2004, hvor det ifølge OECD havde den syvendehøjeste indkomst per capita. Den fordelagtige situation fra gammel tid kan tilskrives en række positive faktorer som:
1. geografisk nærhed til Europas mest dynamiske områder siden 1500-tallet: Nederlandene, det nordlige Tyskland og Storbritannien;[1]
2. et relativt stort landbrugsareal pr. arbejder, kun overgået af Storbritanniens, hvilket har givet grundlag for en ret velstående landbefolkning;[1]
3. gode logistiske forudsætninger, især i kraft af 7.314 km kystlinje og det forhold, at man intetsteds er mere end 50 km fra havet – et forhold af stor betydning i hele perioden inden den industrielle revolution, hvor vandtransport var mere økonomisk end landtransport.[1]

## De ældste tider (før 1050)
Den allertidligste danske økonomi var baseret på et samfund af jægere og samlere, men fra ca. 4.000 f.v.t. optræder de første spor af, at man er begyndt at dyrke jorden. Jagten fortsatte dog i mange århundreder derefter med at spille en vigtig rolle ved siden af agerbruget. Oprindelig var der tale om svedjebrug, hvor først primitive hvedesorter og siden også byg blev dyrket. Derudover holdt man svin, får og geder samt et ringe antal køer. Det dyrkede areal blev udvidet i de følgende årtusinder, og der skete også langsomt forbedring af dyrkningsmetoderne og indførelse af nye afgrøder som rug.[kilde mangler]
Fra stenalderen er der spor af handel med omverdenen. Der blev eksporteret flint til Norge og rav til middelhavslandene. Fra bronzealderen blev metal en vigtig importvare. Som følge af landets geografi blev skibsfarten tidligt veludviklet, og i vikingetiden blev skibstyperne perfektioneret.
Handelen medførte et behov for betalingsmidler. Man begyndte at slå mønter i Danmark kort efter år 800, men allerede tidligere havde udenlandske mønter været brugt på danske markedspladser. Den ældste danske mønt med kongens og landets navn er Svend Tveskægs sølvmønt fra ca. 995. Det første egentlige organiserede danske møntvæsen blev skabt af Knud den Store omkring 1020 i Lund. Møntenheden var mark, som var lig 240 penninge. I 1040 svarede 1 mark til 216 g sølv.

## Middelalderen (1050-1500)
Der har tidligt eksisteret høvdinge med større jordbesiddelser end den øvrige befolkning, og i 1200-tallet var en betydelig del af den dyrkede jord samlet i store godskomplekser. I løbet af 1300-tallet fandt der efter en stor landbrugskrise væsentlige ændringer sted i produktionsstrukturen, muligvis som følge af klimaændringer (den lille istid) og et aftagende befolkningstal og dermed tilsvarende mindre arbejdskraft, hvilket især skyldtes den sorte død i 1300-tallet. Flervangsbrug og græsmarksbrug afløste således den tidligere mere intensive dyrkningsform alsædebruget. Samtidig fik landbogårdene mere jord. Dermed opstod den bondegårdsstørrelse, som kom til at præge dansk landbrug i mere end 500 år.
I middelalderen opstod en omfattende handel med korn og spegesild. Den stigende handel skabte grundlaget for købstæderne, der især opstod i middelalderen. Meget af handelen var dog på de tyske hansestæders hænder. Efterhånden begyndte også nederlænderne at handle mere med østersøområdet og dermed Danmark. I 1429 indførte den danske konge Øresundstolden, der fik store indtægter fra denne handel. Der kendes også andre skatter fra middelalderen, der skulle finansiere kongens og centraladministrationens udgifter. Kongen opkrævede tidligt told i handelsbyerne og afgifter ved de store sildefangster og Skånemarkedet, og studeskat og ledingsskat er kendt fra starten af 1200-tallet. Den første var en afløsning for pligten til at underholde kongen ved besøg, og sidstnævnte en erstatning for at stille mandskab og udrustning til ledingshæren.
Et tilbageværende problem i mange hundrede år var, at de danske mønters værdi blev forringet, ved at sølv- eller guldindholdet i mønterne blev gjort mindre og mindre. I 1397 blev møntvæsenet reorganiseret af Margrethe 1., men også i de følgende århundreder blev forringelsen af de udmøntede penge gentaget.
Vandmøller, og senere vindmøller, var også af stor betydning for den økonomiske udvikling. Allerede i forbindelse med adelens fremvækst i 1100-tallet og denne stands stadigt voksende jordbesiddelser blev det en stor indkomstkilde for herremændene at besidde vandkraften og tvinge bønderne til at male korn på udvalgte steder. Senere blev også vindmøllerne af stor betydning for landbruget, hvis korn de malede, og mølleriet blev reguleret af landskabslovene. Længe før industrialiseringen fik sit gennembrud, havde mølleriet betydning for de tidlige industriforetagender, bl.a. inden for våben- og klædeproduktion var mølleriet af væsentlig betydning, i Danmark fx Hammermøllen i Hellebæk og Krudtværket i Frederiksværk. 

## Nyere tid (1500-1820)
Den sorte død medførte langvarige sociale og økonomiske efterdønninger. I alle europæiske lande gav befolkningsnedgangen de store godser problemer med at skaffe arbejdskraft. I Danmark reagerede man med juridiske indgreb, der generelt forringede bøndernes stilling og bragte dem i et større afhængighedsforhold til herregårdene. Fra slutningen af 1400-tallet blev de feudale organisationsformer i landbruget således forstærket i Danmark, modsat udviklingen i andre nordvesteuropæiske lande. De selvejende landmænd forsvandt stort set på øerne, hvor vornedskabet efterhånden indførtes. Vornedskabet afskaffedes igen omkring 1700, men i stedet indførtes stavnsbåndet, der havde lignende konsekvenser, i 1733 i hele Danmark.
I 1500-tallet var der en væsentlig prisstigning i hele Europa som følge af de nye tilførsler af sølv fra Amerika. Det blev en blomstringstid for udenrigshandelen. Især eksporteredes sild og korn. Også studehandelen med Tyskland og Nederlandene voksede kraftigt. Importen bestod fortsat af varer som jern, tømmer og salt, men nu begyndte også kolonialvarer som sukker og krydderier at spille en stigende rolle.
I 1541 blev møntvæsenet på ny reorganiseret, denne gang af Christian 3. Udmøntningen i Danmark blev henlagt til et nyindrettet møntværksted i et nyligt nedlagt kloster i København, omtrent på hjørnet af Gammel Mønt og Møntergade. Fra 1544 var den største officielle danske mønt speciedaleren. På hver daler gik 3 mark eller 48 skilling.

### Merkantilismen
I 1600- og 1700-tallet var den økonomiske politik i såvel Danmark som nabolandene præget af merkantilismen. Ifølge merkantilisterne burde en stat forsøge at samle den størst mulige mængde ædelmetal indenfor landets grænser, hvorfor man burde eksportere flest mulige og importere færrest mulige varer. Derfor anbefalede man en målrettet erhvervspolitik; importforbud eller høje toldsatser; anskaffelse af egne kolonier, i forhold til hvilke hjemlandet kunne opretholde en gunstig handelsbalance; oprettelse af monopoler indenfor en række erhverv; og udvikling af den fysiske og finansielle infrastruktur. Christian 4. påbegyndte anskaffelsen af kolonier og etableringen af handelsmonopoler, og denne politik fortsattes i 1700-tallet.
Indtil omkring indførelsen af enevælden havde staten (kongen) normalt kunnet finansiere sine udgifter dels ved handelsafgifter og dels ved indtægterne fra krongodset, der især efter konfiskationen af kirkegodset under reformationen i Danmark var betydeligt. Da enevælden blev indført i 1660, var kongen imidlertid stærkt forgældet og måtte sælge en stor del af krongodset, hvorved disse løbende indtægter faldt væk. Til gengæld fik kongen som følge af enevælden nu ret til at udskrive direkte skatter uden at skulle spørge Rigsrådet om lov som før. Derfor indførtes nu ejendomsskatter i form af en ny hartkornsskat, hvor al bondejord blev beskattet efter jordens bonitet, målt som hartkorn. I byerne indførtes en konsumtionsafgift på en lang række varer. Dette skattesystem blev opretholdt i flere hundrede år, for hartkornsskatternes vedkommende frem til den store skattereform med indførelse af statsskatteloven i 1903.
Fra anden halvdel af 1600-tallet var tiderne dårligere for handelen som følge af krige, epidemier, en klimaforværring og den voksende skattebyrde: Købstæderne skrumpede, efter 1700 mindskedes den udenlandske efterspørgsel efter sild og stude, og kornprisen faldt og nåede et lavpunkt i 1730'erne. Staten reagerede på disse kriseforhold med en mere omfattende regulering. Dette var merkantilismens glansperiode under ledelse af grev Otto Thott.
1700-tallet bød på flere monetære nyskabelser. I 1713 blev de første danske pengesedler udstedt for at finansiere den store nordiske krig, hvis udgifter havde medført, at de danske mønter stort set var forsvundet til udlandet. Sedlerne skulle have samme værdi som mønterne, men kunne ikke omveksles til dem, og i praksis faldt deres værdi hurtigt til et langt lavere niveau. I 1728 blev de igen inddraget. I 1736 blev den første danske bank, Den københavnske Assignations-, Veksel- og Laanebank – normalt blot kaldt Kurantbanken – dog oprettet. Den fik eneret på at udstede pengesedler, der oprindelig skulle kunne indløses mod mønter, men fra 1757 gjort uindløselige, samtidig med at sedlerne blev gjort til tvunget betalingsmiddel. Den første danske kreditforening blev oprettet i 1797 for at hjælpe med at finansiere genopbygningen efter Københavns brand i 1795, og i 1810 oprettedes den første danske sparekasse, der efterhånden fik følgeskab af mange flere.

### Fremgang i 1700-tallet
Fra omkring 1740 bedredes forholdene for landbruget. Priserne på de europæiske markeder steg. Samtidig havde Danmark held med at holde sig ude af de mange europæiske krige i denne tid, og den danske handelsflåde tjente gode summer på at handle med de krigsførende parter.
I anden halvdel af 1700-tallet steg befolkningsvæksten til ca. 0,6 % årligt. Dette medførte fremkomsten af en ny befolkningsgruppe af husmænd og jordløse landarbejdere; det gjorde de hidtidige institutionelle rammer for landbruget utidssvarende. Godsejerne havde nu ikke længere behov for fæstebøndernes arbejdskraft til at dyrke deres jorder. Det var en del af baggrunden for de store landboreformer i slutningen af 1700-tallet, der blev iværksat efter statsomvæltningen i april 1784, hvor kronprinsen, den senere kong Frederik 6., tog magten. Stavnsbåndet blev ophævet, den hidtidige fæstejord blev i vidt omfang solgt til selveje, og der skete en udskiftning, hvilket betød, at man overgik fra landsbyorganiseret fællesdrift til driftsegen organisation af arbejdet. Initiativet til reformerne kom i et vist omfang fra godsejerne og i nogle tilfælde fra bønderne, men støttedes af staten, der så en stabil skattebase i de selvejende landbrug. Man regnede også med, at reformerne ville forøge produktiviteten i landbruget ved at afskaffe incitamentsproblemerne i det gamle system. Som et resultat af reformerne blev to tredjedele af bønderne hurtigt selvejende mod kun 10 % ved 1700-tallets midte.
Årene i slutningen af 1700- og starten af 1800-tallet kaldes ofte for den florissante periode. Det var en meget indbringende tid for handelen – ikke mindst i København, hvor store handelshuse, der spredte sig over mange aktiviteter, voksede frem. Den københavnske handel blomstrerede særlig under Den amerikanske uafhængighedskrig 1776-1783 samt under revolutionskrigene og Napoleonskrigene fra 1792. De københavnske handelshuse kunne udnytte, at det dansk-norske monarki holdt sig neutralt under disse stormagtskonflikter. Ekspansionen i den københavnske handel blev midlertidigt afbrudt med Fredskrisen 1782-83. Det største danske handelsselskab var Asiatisk Kompagni, men også private storkøbmænd - blandt andre Niels Ryberg og Frédéric de Coninck - drev en omfattende handel med blandt andet import af sukker fra Vestindien og import af te fra Kina. Også slavehandelen mellem Afrika og Amerika var indbringende.
Ved slutningen af 1700-tallet blev merkantilismens tankegods gradvist afløst af den gryende liberalisme. Efter statsomvæltningen i 1784 blev statsstyret domineret af personer, blandt andre finansministeren Ernst Schimmelmann, der var påvirket af liberalismen. I 1788 blev forbuddet mod kornimport og godsejernes monopol på opstaldning af stude således ophævet, og i 1797 afskaffede en toldreform generelt importforbud og nedsatte tolden på import af en række råvarer.
Den danske oversøiske handel sluttede brat, da det dansk-norske monarki i august 1807 blev inddraget i Napoleonskrigene. Engelske tropper gik i land på Sjælland og derefter fulgte Københavns bombardement og tabet af flåden. Under krigen opstod der en finanskrise, hvor staten lod seddelpressen køre, hvilket skabte en voldsom inflation. I 1813 blev der gennemført en pengereform, senere kendt som statsbankerotten 1813. Som et led i pengereformen blev der oprettet en ny seddeludstedende bank, Rigsbanken, som afløste Kurantbanken, og de gamle kurantdalere blev afløst af en ny møntenhed, rigsbankdaleren. Den danske krigsdeltagelse sluttede med Freden i Kiel i januar 1814, hvor Norge blev afstået til Sverige.
I 1818 afløstes Rigsbanken af Nationalbanken i Kjøbenhavn. Nationalbanken i Kjøbenhavn blev oprettet som et privat aktieselskab og udtrykkeligt gjort uafhængig af regeringen for at skabe en klar adskillelse mellem staten og den pengeudstedende myndighed. I de første år brugte den nye bank sine kræfter på at få inddraget så mange af sedlerne i omløb, at rigsbankdalere kunne få genoprettet deres fulde værdi i forhold til sølv; dette blev opnået i 1830'erne, og Nationalbanken drev herefter almindelig bankvirksomhed.

## Den tidlige industrialisering (1820-1914)
I Danmark har man egentlige (dog for de tidligste perioder meget usikre) nationalregnskabstal fra 1820 og frem som følge af det pionerarbejde, den økonomiske historiker og professor ved Københavns Universitet Svend Aage Hansen udførte, ikke mindst i hovedværket Økonomisk vækst i Danmark 1720-1970. De viser, at der har været tale om en væsentlig og vedvarende, omend svingende, økonomisk vækst i hele perioden siden 1820. I 1822-94 var der således i gennemsnit en årlig vækst i bruttofaktorindkomsten på 2 %.

### Den økonomiske krise 1818-29
Napoleonskrigene afsluttedes i 1815. I Danmark fortsattes højkonjunkturen frem til omkring 1818. Der blev i de første år efter krigen gjort forsøg på at genoplive den tidligere københavnske storhandel, og der var fortsat høje landbrugspriser. Derefter fulgte en periode med lave priser på landbrugsvarer og fallitter blandt de store københavnske handelshuse. Konsekvensen var Den økonomiske krise 1818-29, som er en af de mest omfattende, der har ramt dansk økonomi. Krisen blev forstærket af den deflationspolitik, som efter 1814 blev gjort for at genindføre sølvindløseligheden.
I 1818 afløstes Rigsbanken af Nationalbanken i Kjøbenhavn. Nationalbanken i Kjøbenhavn var organiseret som et privat aktieselskab og ved lov gjort uafhængig af regeringen for at skabe en klar adskillelse mellem staten og den pengeudstedende myndighed. I de første år brugte den nye bank sine kræfter på at få inddraget så mange af sedlerne i omløb, at rigsbankdalere kunne få genoprettet deres fulde værdi i forhold til sølv; dette blev opnået i 1830'erne, hvorefter Nationalbanken drev almindelig bankvirksomhed.

### Kornsalgsperioden
Ny fremgang kom i 1830'erne, hvor kornpriserne igen steg internationalt. Det blev begyndelsen til den såkaldte kornsalgsperiode, en lang højkonjunktur for det danske landbrug. I 1846 afskaffede Storbritannien sin høje importtold på korn. Denne beslutning betragtes normalt som liberalismens endelige internationale gennembrud. Kornsalget til udlandet voksede kraftigt, og det samme gjorde eksporten af kødkvæg til Tyskland, hvor industrialiseringen nu tog fart. Fra 1800 til 1870 steg eksportandelen af det danske landbrugs værditilvækst fra 10 til 30 %.
I denne periode skete også det måske mest fundamentale økonomiske fremskridt overhovedet: Danskerne levede ikke længere i nærheden af sultegrænsen, hvor et år med dårlig høst kunne medføre egentlige sult- og relaterede helbredsproblemer. Den korrelation, man tidligere kunne finde mellem demografiske variable (fødsel og død) og dårlige høstår, forsvandt fra denne tid.
Allerede fra 1840'erne indledtes en periode med stærk ekspansion for industri og håndværk. Den teknologiske forudsætning for industrialiseringen var dampmaskinen, som efterhånden udkonkurrerede mølleriet, der havde været eneste væsentlige energiforsyningskilde i næsten 500 år. I slutningen af 1800-tallet fik disse også konkurrence fra dieselmotoren, som gav en endnu større effekt og ligeledes var medvirkende til en stigende efterspørgsel efter olie.[kilde mangler]
Den første danske forretningsbank – altså almindelig bank i moderne forstand uden seddeludstedende myndighed – var Centralkassen i København, der blev oprettet i 1829, men som dog aldrig fik større betydning. Fyens Disconto Kasse fra 1846 fik langt større blivende betydning for kreditformidlingen i Danmark og regnes derfor ofte for den reelt første fungerende private danske bank. I 1857 fulgte Privatbanken i Kjøbenhavn, hvis direktør blev C.F. Tietgen. Den økonomiske fremgang blev midlertidigt afbrudt med finanskrisen 1857-58.
I resten af århundredet blev kreditvæsenet efterhånden veludviklet, bl.a. gennem oprettelsen af en lang række sparekasser, forretningsbanker og kreditforeninger over hele landet. De overtog efterhånden de fleste af Nationalbankens forretninger med erhvervslivet, mens Nationalbanken i stigende grad blev bank for bankerne og dermed slog sig på traditionelle centralbankopgaver. I 1845 blev sølvindløseligheden (gen)indført, idet rigsbanksedlerne blev gjort indløselige med mønt, og der blev indført dækningsregler, som sikrede, at Nationalbanken altid ville kunne opfylde sine indløsningsforpligtelser.

### Højvækstperiode fra 1870
I perioden 1870-1914 blev der samlet en bemærkelsesværdig økonomisk opgangsperiode for Danmark, hvor den økonomiske vækst var højere end i de fleste andre europæiske lande. Både landbruget og den begyndende industri udviklede sig markant. Internationalt skete der en kraftig stigning i international samhandel og kontakt i denne periode, der var præget af fred mellem de store nationer, store fremskridt indenfor transport- og kommunikationsteknologi (telegraf, jernbane mv.) og guldfod og dermed stabile valutakurser i de fleste lande. Samtidig var tidens tanker liberale, hvilket modvirkede dannelsen af toldmure. Perioden omtales ofte som den første globalisering. Et andet udtryk for den liberale tankegang var næringsloven i 1857, der indførte næringsfrihed i Danmark og bl.a. ophævede lavenes særrettigheder. Dermed fik konkurrencen i erhvervslivet bedre vilkår.[kilde mangler]
I landbruget skete der omkring 1860 en ændring i de relative priser, da billig korn fra Nordamerika og Østeuropa begyndte at strømme til Vesteuropa på grund af de nye transportmuligheder, jernbanen og skibstrafikken tilbød. Det danske landbrug sadlede derpå i vidt omfang om til animalsk produktion og kunne dermed udnytte det billige importerede foder og det faktum, at animalske produkter steg i pris relativt til vegetabilske. Samtidig var det dominerende mellemstore danske landbrug ikke særlig effektivt til korndyrkning, men havde ved det eksisterende teknologiske niveau en komparativ fordel i intensiv animalsk produktion. En generelt veluddannet befolkning, der kunne læse og skrive og derfor hurtigt kunne tilegne sig nye ideer og ny teknologi, hjalp omstillingsprocessen, ligesom andelsbevægelsens opståen og spredning med etableringen af en mængde andelsmejerier og ‑slagterier fra 1880'erne, der gjorde det muligt at anvende et mere effektivt kapitalapparat og udnytte stordriftsfordele i forarbejdning og markedsføring. I 1914 var landbrugets eksportandel steget til 60 %. Med den amerikanske økonom Dudley Dillards udtryk havde det danske jordbrug tilpasset sig de nye tider på en bemærkelsesværdig succesfuld måde og havde reelt gjort Danmark til en fødevarefabrik som en del af den storbyorienterede britiske økonomi.
Landbrugets eksportorienterede ekspansion trak også en betydelig udvikling indenfor transport-, handels- og de finansielle erhverv med sig. I modsætning til landbruget var industriens fremvækst hjemmemarkedsdrevet. Industrialiseringen tog sin første egentlige begyndelse i 1870'erne og fik et nyt opsving i 1890'erne. Omkring 1900 ernærede håndværk og industri knap 30 % af landets befolkning, i byerne ca. 50 %. I den første industritælling i 1897 var der 77.000 med i alt 274.000 beskæftigede. Langt de fleste var dog små mesterdrevne værksteder med en eller ganske få ansatte; 170 virksomheder havde mere end 100 arbejdere.
I 1875 blev rigsdaler og skilling afløst af kroner og øre ved en pengereform. Samtidig skiftede Danmark fra sølv- til guldmøntfod, og Den Skandinaviske Møntunion blev stiftet, hvorved danske, norske og svenske kroner og øre blev gangbar mønt i alle tre lande. Det var en meget vidtgående valutaunion i samtiden, som var i kraft indtil 1. verdenskrig.

### Nybrud omkring århundredeskiftet
Udviklingen førte også til en ny organisering af arbejdsmarkedet. Fra 1870'erne voksede fagforeninger frem. I 1896 blev Dansk Arbejdsgiverforening dannet, i 1898 blev De samvirkende Fagforbund (det nuværende LO) stiftet, og efter en langvarig storkonflikt i 1899 blev Septemberforliget indgået, der som den første hovedaftale på det danske arbejdsmarked lagde rammerne for fremtidige lønforhandlinger og overenskomster.
Efter systemskiftet 1901 stod den nye Venstreregering, regeringen Deuntzer, i spidsen for en fundamental ændring af statens finanser i form af en skattereform i 1903. Den blev skelsættende, idet den afskaffede hartkornsskatterne og den bygningsafgift, der havde været i kraft siden 1802; med statsskatteloven indførte den til gengæld statsskatteloven indkomstskatten som princip og desuden en ny formueskat.
I 1907-08 var der sammenbrud i flere københavnske banker, der havde engageret sig i byggeprojekter (Bankkrisen i København 1908). Krisen medførte en opbremsning i det københavnske byggeri.

## Verdenskrige og mellemkrigstid (1914-1945)
1. verdenskrig medførte en omvæltning i den internationale samhandel. Guldindløseligheden blev suspenderet i både Danmark og andre lande. Danmark var neutral og kunne eksportere til de krigsførende parter. Særlig var der en stor eksport af landbrugsvarer til Tyskland, ligesom dansk skibsfart havde store indtægter. Efterspørgslen efter danske produkter fremkaldte store prisstigninger, hvilket medførte en forøgelse af erhvervsvirksomhedernes indtjening. Påvirket af den store indtjening blev der igangsat en række nye projekter inden for industri, handel og skibsfart, og der var en tro på, at danske erhvervsvirksomheder kunne vinde markedsandele efter krigen.
Under krigen havde der været et meget stort overskud på betalingsbalancen, og Danmark havde derved ved krigsafslutningen i 1918 opsamlet en stor valutareserve. I årene umiddelbart efter krigen blev denne reserve igen brugt, blandt andet fordi lagrene igen skulle opbygges, og fordi de igangsatte erhvervsprojekter krævede import. Konsekvensen var en stor svækkelse af den danske krones værdi i de første år efter krigen.
Gennem 1920'erne kom mange erhvervsvirksomheder i problemer, idet det viste sig, at projekterne igangsat under krigen og i de første efterkrigsår ikke var rentable. Mange banker brød herved også sammen, og man fik finanskrisen 1921-29. Fra 1924 valgte man at føre kronen tilbage til den guldværdi, den havde haft før krigen. Det medførte en kraftig stigning i kronens værdi og en tilsvarende forværring af Danmarks konkurrenceevne. Det lykkedes at genindføre guldindløseligheden ved den gamle guldværdi fra 1927. På trods af finanskrisen og tilbageførslen af kronen til dens gamle værdi var 1920'erne en periode med stor økonomisk fremgang, og der skete gennem årtiet en betydelig stigning både i landbrugsproduktionen og i produktionen inden for byerhvervene.
Den store depression i 1930'erne ramte Danmark ligesom andre lande og medførte høj arbejdsløshed og en kraftig deflation. Konsekvensen blev Den økonomiske krise i Danmark 1931-35, der særlig viste sig som en krise for landbruget. Produktionen i byerhvervene steg stærkt gennem 1930'erne, og der var en stor stigning i beskæftigelsen. På trods af beskæftigelsesfremgangen var der gennem 1930'erne en høj ledighed, hvilket blandt andet skyldes en stor indvandring til byerne under landbrugets krise.
I september 1931 forlod Storbritannien igen guldmøntfoden; Danmark, Norge og Sverige fulgte efter, hvilket var det uigenkaldelige farvel til guldindløseligheden. Resultatet blev en depreciering af kronen, der gavnede konkurrenceevnen. Med Kanslergadeforliget i januar 1933 fulgte yderligere en devaluering på ca. 16 % i forhold til det britiske pund. Disse beslutninger var ifølge Ingrid Henriksen (2006) utvivlsomt de vigtigste økonomisk-politiske tiltag til at begrænse krisens skadesvirkninger i Danmark; finanspolitikken i perioden var således procyklisk – man hævede skatterne for at fjerne det offentlige budgetunderskud, som blev skabt af krisen.
Under den tyske besættelse af Danmark 1940-45 steg pengemængden igen voldsomt, fordi besættelsesmagten brugte Nationalbanken til at betale for de danske resurser, den beslaglagde. De danske myndigheder havde imidlertid lært af den uhensigtsmæssige pengepolitik i forbindelse med 1. verdenskrig og sørgede nu for at opsuge den forøgede pengemængde igen for at undgå inflation. Det skete via Nationalbankens markedsoperationer og via et overskud på den offentlige saldo.

## Efterkrigstiden til første oliekrise (1945-73)
Trods besættelsen slap Danmark mere nådigt fra 2. verdenskrigs trængsler end de fleste andre europæiske lande, og i 1946 havde BNP igen nået sit højeste førkrigsniveau. Alligevel modtog Danmark relativt meget Marshallhjælp. Hermed blev Danmark også medlem af den nye europæiske økonomiske samarbejdsorganisation OEEC (fra 1961 OECD) og deltog i den fornyede liberalisering af samhandelen, som fandt sted i efterkrigstiden, bl.a. indenfor rammerne af GATT. Ligeledes blev den rationering og priskontrol, som var blevet indført under krigen, afviklet i de første efterkrigsår. I spørgsmålet om europæisk økonomisk integration fulgte Danmark sin vigtigste samhandelspartner, Storbritannien, og tilsluttede sig EFTA i 1960 og derefter det daværende Europæiske Fællesskab (EF, i dag Den Europæiske Union, EU) i 1973.[kilde mangler]
Efterkrigstidens økonomiske politik havde to mål i højsædet: At fastholde en høj beskæftigelse og samtidig tage hensyn til betalingsbalancen. Begge mål forsøgtes nået ved at styre den samlede efterspørgsel i økonomien, ikke mindst ved at anvende finanspolitikken aktivt. Keynesianske tanker var nu dominerende i både den økonomiske politik og den økonomiske forskning.[kilde mangler]
Den økonomiske vækst i det meste af 1950'erne var noget lavere i Danmark end i de fleste andre vesteuropæiske lande. Hovedårsagen var, at landbruget stadig dominerede den danske eksport (med 63 % af den samlede eksport i 1950), og den internationale handel med landbrugsvarer var fortsat stærkt reguleret. Samtidig blev 1950'erne det årti, hvor beskæftigelsen i industrien for første gang oversteg landbrugets beskæftigelse.
I perioden 1958-73 oplevede Danmark en gevaldig højvækstperiode. Landbrugets betydning faldt fortsat, og fra omkring 1960 faldt også industriens andel af beskæftigelsen og værditilvæksten. I stedet begyndte en markant udbygning af den offentlige sektor i forbindelse med opbygning af velfærdsstaten i Danmark og – som følge af et storstilet både offentligt og privat byggeri – en tilsvarende vækst i bygge- og anlægssektoren. Førstnævnte fortsatte sin relative vækst indtil 1983, og sidstnævnte til 1973. Samtidig steg arbejdsstyrken markant i perioden, både som følge af større årgange, indvandring af gæstearbejdere og en markant større kvindelig erhvervsfrekvens. Sideløbende med udbygningen af offentlige tjenester, ikke mindst indenfor uddannelse og sundhedsvæsenet, steg også skattetrykket, der i 1970 var kommet op på ca. 40 % af BNP.[kilde mangler]
I starten af 1970'erne brød det internationale valutasystem, der havde hersket siden verdenskrigen, det såkaldte Bretton Woods-system, sammen. Systemet bestod i, at den amerikanske dollar var baseret direkte på en guldmøntfod. De øvrige vestlige valutaer, herunder den danske krone, var ikke i sig selv guldindløselige, men fastholdt til gengæld en fast valutakurs overfor dollaren og dermed indirekte også i forhold til guld. I 1973 gik USA imidlertid "fra guldet", afskaffede guldindløseligheden og lod fremover dollaren flyde frit i forhold til andre valutaer. Siden da har verdens førende valutaer haft flydende kurser i forhold til hinanden, og idéen om at genoprette faste valutakurser mellem dem har ikke mange tilhængere blandt nutidens beslutningstagere og økonomer.

## Perioden fra oliekrisen og frem (1973-)

### Perioden fra 1973 til 1979
De gode tider sluttede ret brat med den første oliekrise, der begyndte i oktober 1973. En firdobling af oliepriserne medførte forøget underskud på betalingsbalancen, højere almen inflation og en sænkning af aktivitetsniveauet i økonomien, der medførte stigende arbejdsløshed efter en årrække med næsten fuld beskæftigelse. Det kraftige, negative udbudsstød medførte kort sagt stagflation – en situation, som den daværende herskende keynesiansk-inspirerede økonomiske tænkning, der var koncentreret om efterspørgselsstød, havde svært ved at finde et passende svar på. 1970'ernes økonomiske politik blev præget af stop-go-politik, hvor man skiftevis forsøgte at bremse og stimulere aktiviteten. Problemet var, at tiltag, der nedbragte ledigheden, typisk forværrede inflationen og evt. betalingsbalancen, og omvendt.
Efter sammenbruddet i Bretton Woods-systemet ønskede Danmark at opretholde en fast valutakurs overfor sine vigtigste samhandelspartnere, særlig Tyskland. Valutapolitikken var derfor i 1970'erne en vigtig problemstilling i den økonomiske politik, og der var hyppige valutakriser. I 1979 slog regeringen ind på en politik med devalueringer. Devalueringerne havde til formål at forbedre konkurrenceevnen og dermed gavne beskæftigelse og betalingsbalance. Omvendt medførte devalueringerne højere inflation.

### 1980'erne og 1990'erne
I starten af 1980'erne havde dansk økonomi betydelige balanceproblemer: Lav vækst, høj arbejdsløshed, høj inflation samt underskud på betalingsbalancen og på de offentlige finanser. Situationen blev forværret af den anden oliekrise i 1979. Regeringen Poul Schlüter I, der tiltrådte sidst i 1982, annoncerede en politik med vægt på at nedbringe inflationen og at undgå underskud på betalingsbalancen. Det første mål blev opnået ved at opretholde en klar fastkurspolitik over for den tyske D-mark, hvilket var et brud med de hidtidige jævnlige devalueringer. Desuden blev dyrtidsreguleringen, en automatisk justering af lønninger og visse overførselsindkomster (bl.a. folkepensionen) med inflationen, først suspenderet (fra 1983) og siden helt afskaffet (fra 1987).
Den nye politik medførte et rentefald, hvilket sammen med en liberalisering af vilkårene for at optage realkreditlån var medvirkende til en kraftig stigning i den indenlandske efterspørgsel. Det satte gang i væksten og medførte et fald i ledigheden, men også et rekordstort underskud på betalingsbalancen i 1986 og ret kraftige lønstigninger. Regeringen omlagde derfor sin økonomiske kurs med finanspolitiske stramninger, således skattereformen med virkning fra 1987 og kartoffelkuren i efteråret 1986. Dermed indledtes "de syv magre år", en længere periode med stram finanspolitik, lavvækst og stigende ledighed. Fra omkring 1988 blev Danmark også ramt af en omfattende finanskrise (Finanskrisen 1988-1994), hvilket yderligere bidrog til at mindske den økonomiske vækst.
Som følge af den langvarige lavkonjunktur og dermed lavere import blev betalingsbalancen automatisk forbedret, mens den offentlige saldo omvendt forværredes. Også skattereformen, der reducerede rentefradraget og dermed styrkede den private opsparing, medvirkede til en langsigtet betalingsbalanceforbedring, idet betalingsbalancens løbende poster kan ses som forskellen på opsparingen og investeringerne inden for et lands grænser. I 1990 kom der for første gang i mange år overskud på betalingsbalancen, men samtidig steg ledigheden i 1993 til 11,9 % eller 335.000 mennesker, den højeste arbejdsløshed overhovedet siden 2. verdenskrig.
I foråret 1991 aftaltes ved overenskomstforhandlingerne en kraftig udvidelse af arbejdsmarkedspensionsordningerne til LO-området. Det var en begivenhed med vidtrækkende konsekvenser for samfundsøkonomien, der har medført opbygningen af store pensionsformuer i de følgende årtier. Det har bl.a. haft stor betydning for den private sektors opsparing og dermed for at vedligeholde overskuddet på betalingsbalancen på længere sigt.
I 1993 gennemførte den nytiltrådte Nyrup-regering en såkaldt "kickstart" for at sætte gang i økonomien. Det blev nemmere at låne med sikkerhed i fast ejendom, hvad mange benyttede sig af. Der blev også vedtaget en ny skattereform i 1993, som var underfinansieret i de første år, sådan at økonomien blev stimuleret. Det medførte et stemningsskifte, konjunkturerne vendte, og man fik "knækket" arbejdsløshedskurven. Samtidig blev arbejdsmarkedspolitikken drejet over i en mere aktiv retning: Med start i 1994 blev der lagt vægt på at stille større krav til aktivering og aktiv arbejdssøgning, dagpengeperioden blev væsentligt forkortet, og især for unge blev reglerne strammet betydeligt. Dermed faldt ikke bare den konjunkturbetingede, men også den strukturelle ledighed.[kilde mangler]
Et andet og meget vigtigt eksempel på, at der efterhånden blev lagt større vægt på det lange sigt i den økonomiske politik var, at regeringen i 1997 for første gang udarbejdede og fremlagde en mellemfristet plan (kaldt 2005-planen), der udstak rammerne og ambitionerne for finanspolitikken en årrække frem i tiden. Det er siden blevet en fast tradition i dansk finanspolitik, at man styrer inden for rammerne af en sådan mellemfristet plan, der sikrer, at de danske offentlige finanser er sunde også på længere sigt.
Perioden 1994-2000 blev dermed på mange måder gunstig for dansk økonomi med høj vækst og faldende ledighed, uden at de sædvanlige problemer med inflation og betalingsbalanceunderskud voksede frem i samme udstrækning som tidligere. Samtidig blev de offentlige finanser væsentlig forbedret. Fra 1997 var der således igen overskud på den offentlige saldo. Den høje vækst i forhold til udlandet medførte dog, at betalingsbalanceoverskuddet svandt ind. Regeringen strammede derfor finanspolitikken, især i forbindelse med den såkaldte pinsepakke i 1998, der også fortsatte tendensen fra de tidligere skattereformer med at nedsætte skatteværdien af rentefradraget. Man opnåede, at højkonjunkturen endte i en blød landing, og 1998 blev det foreløbig sidste og eneste år med et underskud på betalingsbalancen. I 2000 var inflationen på knap 3 %, betalingsbalanceoverskuddet på 1½ % af BNP, ledigheden på 4,9 %, og der var et overskud på den offentlige saldo på 2,4 % af BNP.

### 2000'erne
I marts 2000 brast IT-boblen i USA. Sammen med terrorangrebet på World Trade Center i New York i september 2001 skabte det mere afmattede internationale konjunkturer, og også i Danmark smittede det af med lidt lavere vækst til følge og stigende ledighed i 2002-4. Denne lavkonjunktur blev dog kortvarig og betydelig mildere end både den foregående (de syv magre år sidst i 1980'erne og starten af 1990'erne) og den efterfølgende (finanskrisen). En fortsat tendens til rentefald satte fra 2004 på ny gang i den indenlandske efterspørgsel og ikke mindst boligmarkedet. Dermed startede en ny højkonjunktur 2004-08. På trods af de gunstige konjunkturer fortsatte man dog med en ret ekspansiv finanspolitik. Finanspolitikken udviklede sig derfor fra i 2003 at have været omtrent neutral til at være mere lempelig i de fire år 2004-07, end konjunkturerne tilsagde – den blev konjunkturmedløbende i stedet for at være modløbende.
På det strukturpolitiske plan fortsattes den aktive arbejdsmarkedspolitik, blandt andet med reformen Flere i Arbejde 2003. Samtidig blev årtiet præget af større opmærksomhed om det langsigtede finansieringsproblem for de offentlige finanser, som var til stede i den demografiske udvikling med bl.a. stigende levealder. Denne udvikling truede den finanspolitiske holdbarhed i såvel Danmark som andre vestlige lande.[kilde mangler] Regeringen nedsatte i 2003 en velfærdskommission, der skulle udrede problemet og komme med forslag til en løsning.[kilde mangler] På baggrund af bl.a. kommissionens arbejde vedtog Folketinget i 2006 en stor velfærdsreform. Det medførte blandt andet, at efterløns- og folkepensionsalder skulle hæves med 2 år fra henholdsvis 2019 og 2022, og at pensionsalderen "skulle reguleres hvert femte år med maksimalt ét år ad gangen". Velfærdsforliget vurderes i dag at have styrket den danske finanspolitiske holdbarhed meget markant.[kilde mangler]
På et andet punkt skete dog en væsentlig strukturel forringelse af de offentlige finanser. Regeringen Anders Fogh Rasmussen gjorde ved sin tiltræden i 2001 et officielt skattestop til en hjørnesten i sin økonomiske politik. Skattestoppet indebar et såkaldt nominalprincip, hvilket udhulede skatteindtægterne fra ejendomsværdiskatten og en række afgifter i takt med inflationen. Nominalprincippet blev kritiseret af en række økonomer for at medføre et mere uhensigtsmæssigt skattesystem og for at underminere den finanspolitiske holdbarhed. De økonomiske vismænd anslog således i 2010, at nominalprincippet ville svække den finanspolitiske holdbarhed med 21 mia. kr. årligt i al fremtid.
Nominalprincippet anses sammen med den generelt for lempelige finanspolitik at have forstærket boblen på det danske boligmarked i årene inden finanskrisen og medvirkede til, at finanskrisen i Danmark blev værre end nødvendigt. Endvidere bidrog det til overophedningen, at nye låneformer vandt frem på boligmarkedet, således realkreditlån med variabel rente og afdragsfrie lån. Den internationale finanskrise ramte Danmark i 2008. På dette tidspunkt havde ledigheden nået et foreløbigt lavpunkt med 2,7 %, men det gik nu hastigt den anden vej. Der fulgte i de følgende år en omfattende økonomisk og finansiel krise (Den økonomiske krise i Danmark i 2008). I 2008 var der et fald i bruttonationalproduktet på 0,5 % og i 2009 et yderligere, meget kraftigt fald på 4,9 %. Ledigheden steg til godt 6 % i 2010, og der kom igen underskud på den offentlige saldo fra 2009.[kilde mangler]
I 2009 blev der gennemført en ny skattereform, der fortsatte beskæringen af rentefradraget og lempede indkomstbeskatningen, især for højindkomstgrupper. På grund af de svage konjunkturer på tidspunktet var den underfinansieret i de første år, men selvfinansierende i det lange løb.[kilde mangler]

### 2010'erne
I begyndelsen af 2010 forventede regeringen (fra april 2009 ledet af Lars Løkke Rasmussen), at man for første gang ville overskride EU's underskudsgrænse på 3 % af BNP for den offentlige saldo, og Danmark blev derfor pålagt en EU-henstilling om at sørge for en finanspolitisk stramning på mindst ½ % af BNP i gennemsnit i årene 2011-13. Det førte til den såkaldte genopretningspakke fra maj 2010 med besparelser på det offentlige forbrug, fastfrysning af overførselsindkomster i to år og en udskydelse af de lempelser i topskatten, som ellers var forudset i skattereformen fra 2009. Dermed blev finanspolitikken mere kontraktiv i 2011.[kilde mangler]
I 2011 vedtoges tilbagetrækningsreformen, der begrænsede efterlønsordningen til tre år og fremrykkede stigningen i efterløns- og folkepensionsaldrene, som oprindelig var aftalt i velfærdsforliget i 2006. Efter gennemførelsen af denne reform, som påvirker de langsigtede offentlige finanser positivt på grund af færre udgifter til overførselsindkomster samt flere skatteindtægter fra en større arbejdsstyrke, vurderedes det i 2012, at den danske finanspolitik var blevet holdbar.
Under Helle Thorning-Schmidt, der var statsminister 2011-15, blev den foregående regerings økonomiske politik i det store og hele videreført. Blandt regeringens initiativer var en ny skattereform i 2012, der blandt andet forhøjede beskæftigelsesfradraget og hævede topskattegrænsen, især finansieret ved en lavere stigning i overførselsindkomsterne, afgiftsstigninger og besparelser på forsvaret. Samme år blev der vedtaget en budgetlov, som implementerede et krav om balance på den offentlige saldo. I 2012 blev også nedsat en produktivitetskommission for at belyse årsagerne til Danmarks lave produktivitetsvækst siden ca. 1995 – et problem, der i stigende grad kom på dagsordenen i løbet af 2010'erne. Kommissionen afsluttede sit arbejde i 2014, hvor den bl.a. pegede på vigtigheden af større konkurrence og et styrket uddannelsessystem.
De efterfølgende regeringer pr. 2019, Regeringen Lars Løkke Rasmussen II (2015-16), Regeringen Lars Løkke Rasmussen III (2016-19) og Regeringen Mette Frederiksen (tiltrådt juni 2019), har overordnet fortsat den samme økonomiske politik, som har kendetegnet Danmark de sidste mange år, med fokus på forhold som arbejdsstyrke, produktivitet og konkurrence. Et forlig om boligbeskatningen i 2017 afskaffede nominalprincippet for ejerboliger, oprindeligt med virkning fra 2021, senere udskudt til 2024.

## I dag
I 2017 kom Danmark endelig ud af den langvarige lavkonjunktur, der fulgte i kølvandet på finanskrisen og den europæiske gældskrise i starten af årtiet. Dermed skiftede fokus i den økonomisk-politiske debat over til at advare mod at havne i den modsatte grøft i form af en potentiel kommende overophedning af dansk økonomi. I 2019 skiftede stemningen dog igen, da hele den globale økonomi blev præget af stor usikkerhed og mere afdæmpede vækstrater, ikke mindst på grund af handelskonflikter, Brexit og geopolitisk usikkerhed omkring Iran.
Med et meget stort strukturelt overskud på betalingsbalancen har Danmark i de sidste par årtier udviklet sig fra at være en debitor- til at være en kreditornation med en relativt lav strukturel arbejdsløshed og meget sunde (faktisk overholdbare) offentlige finanser. Andre udviklingstræk i de senere år, som vækker opmærksomhed, er dels tegn på faldende produktivitetsvækst, dels et meget lavt – i nogle tilfælde endda negativt – renteniveau, og dels en stigende økonomisk ulighed i form af stigende spredning i indkomstfordelingen.